# Социология образования
Социоло́гия образова́ния — отрасль социологии, изучающая образование как социальный институт, его функции в обществе и взаимосвязь с другими общественными институтами. Современная социология образования исследует образование в качестве многоуровневой системы, функционирующей в четырех основных и взаимосвязанных формах:
1. как процесс формирования знаний у индивидов, вовлеченных в то или иное звено образования;
2. как процесс изменения общественного сознания;
3. как фактор социализации личности, и её воспитания;
4. как своеобразная феноменология личностного сознания.

Образование, являясь важнейшим элементом социальной системы, призвано развивать человеческий капитал. В недрах этой системы формируются идеи, идеалы, мировоззренческие позиции. Это область формирования надежд и упований, на основе которых формируется социально значимое и позитивное поведение людей, в результате чего происходит важнейший аспект конструирования общества, его институтов. Эта система во многом определяет собой и судьбу отдельных людей. Образование, таким образом, — это система проектирования будущего.
Кроме социологии, образование изучается также в рамках педагогики, психологии, философии, истории и экономики.

## Социология образования: подходы к проблеме
Данная отрасль социологического знания весьма обширна и пересекается с целым рядом разделов социологической науки, в том числе: с социологией молодежи, с проблемами и процессами социализации личности, вопросами воспитания подрастающего поколения, структурой ценностей различных групп общества, процессами формирования социальной структуры общества. В связи со слаборазвитой традицией эмпирического анализа российской действительности современная российская социология образования базируется преимущественно на методе внешнего наблюдения и исследует динамику ориентаций различных групп на виды образования, влияние полученного образования на жизненную карьеру, статистику позиций участников сферы образования. Меньшее количество работ посвящено поиску объяснительных концепций самого образования как сферы жизни, культуры, как общественного института.
В отличие от российской, немецкая социология имеет развитые традиции участия в принятии социально значимых государственных решений по широкому кругу проблем. Это относится и к сфере образования, поэтому структура социологии образования в Германии раскрывает основные направления исследований в данной области социологии. В современной Германии социология образования наиболее активно рассматривает следующие направления:
- Проблематика непрерывного образования интенсивно начинает разрабатываться в связи с ускорением преобразований в области высокотехнологичных производств, где происходит сокращение сроков разработки и внедрения новой продукции. Эта тенденция активно проникает и в систему социальных отношений. В этих условиях становится невозможным получение образования один раз на всю жизнь[5].
- Система повышения квалификации, являющаяся кузницей кадров прежде всего для малого и среднего бизнеса, во многом связана с проблематикой непрерывного образования (в том числе, и с помощью дистанционного обучения), однако имеет собственный предмет изучения. Важным аспектом данного направления исследований является комплекс проблем, связанных с необходимостью переподготовки людей предпенсионного возраста, по разным причинам высвобождающихся из сферы занятости[6].
- Социальные проблемы в образовательной системе современной Германии рассматриваются социологами в нескольких ракурсах[7]. Во-первых, интенсивно исследуется место и роль иммигрантов в системе образования страны. При этом исследуется не только поведение иммигрантов в учреждениях образования, но и изменения в семьях иммигрантов, чьи дети учатся в немецкой школе. Во-вторых, исследуется проблема социального неравенства в образовательной системе, причем социологи отмечают феномен роста этого явления. В-третьих, изучается гендерная проблематика в немецкой системе образования, которая во многом также связана с проблемой неравенства. В-четвертых, важным направлением социологических исследований является изучение положения инвалидов и иных представителей социально неблагополучных слоев в немецкой системе образования.
- Значительное место в социологии образования занимают исследования, посвященные поиску ответов на вопросы, связанные с ценностными установками и профессиональными ориентациями молодых людей[8]. Эти исследования связаны с оценками студентов своих ожиданий от учебы в вузах и позволяют корректировать учебный процесс.
- Реформа системы образования — важнейшее направление социологического анализа, причём исследования в этой области традиционно предшествуют конкретным мероприятиям[9]. Исследования осуществляются по четырём основным направлениям: (1) реформа школьного образования; (2) проблема сохранения автономии немецких вузов; (3) проблемы и перспективы введения платы за обучение. Введение платы за обучение рассматривается социологами как реформирование по американскому образцу и оценивается как очень дискуссионная тема; (4) внедрение бакалавриата и магистратуры в системы образования страны.

## История социологии образования
Становление социологии образования, как самостоятельной дисциплины началось в конце XIX века с работ Эмиля Дюркгейма, но при этом исследования, посвящённые образованию, проводились и раньше.
Предшественник Дюркгейма, Карл Маркс показал связь содержания и функций образования с классовой структурой общества.
Дюркгейм считал, что образование является одним из способов передачи подрастающим поколениям ценности господствующей культуры.
Впоследствии Р. Коллинз показал влияние различных статусных групп на развитие образования, на формирование его стандартов.
Американский социолог Толкотт Парсонс с позиций структурного функционализма проанализировал роль школьного класса как специфической социальной системы.

### Социология образования в Российской империи
Социология образования, как особое научное направление, имеющее официальный статус, в Российской империи отсутствовало, однако общественные дискуссии на тему народного образования и просвещения велись постоянно и имели широкий общественный резонанс. Среди реформ Александра II, охватывавших беспрецедентно широкий круг вопросов общественной и государственной жизни, особое место занимали реформы образования, важнейший вклад в методологическое обоснование которых внёс профессор М. Н. Катков, известный публицист и общественный деятель, имевший репутацию консерватора. Особенностью реформы образования являлось опубликование её проекта и широкое обсуждение содержания реформы российской общественностью. Именно это обсуждение и явилось началом развития социологии образования в её теоретическом аспекте. Эта работа, однажды начавшись, продолжалась и позднее. Большой популярностью у российской просвещенной публики пользовалась книга либерала и оппозиционера П. Н. Милюкова «Очерки по истории русской культуры»
. Я. У. Астафьев и В. Н. Шубкин отмечают, что значение исследований, опубликованных в конце XIX века, не стоит преувеличивать, хотя подчеркивают что «Дискуссии на данные темы стимулировали развитие исследований в области теории и истории образования в России».

### Исследования проблем образования в СССР
После революции 1917 года в стране происходит создание новых структур на основе «разрушения мира насилья». Создается новая система образования, выстраиваемая на методологии и идеологии марксизма. Система образования выстраивается на чётких классовых позициях. В стране проводятся социологические исследования, направленные на изучение мировоззрения учащихся выпускных классов, образовательного ценза учителей; экономического положения рабочей молодежи рабфаков. Вместе с тем растет число публикаций идеологического и директивного плана, где обсуждалось должное состояние образования и педагогического процесса в соответствии с суждениями классиков марксизма и партийными директивами.
Новый импульс социология образования в СССР получает в 1960-70-е гг., в период возрождения отечественной социологии. Заметный рост интенсивности исследований в этой области наблюдается в 1975-79 гг., когда число публикаций на эту тему достигает уровня 150 научных работ в год.
В этот период во многих вузах при кафедрах философии и научного коммунизма создаются социологические лаборатории, многие из которых занимаются исследованием проблем молодежи и образования.

### Программа Гособразования СССР «Общественное мнение»
В период перестройки, начатой в СССР с приходом к власти М. С. Горбачева, в числе прочих государственных структур начинаются преобразования в системе образования. В этот период в Министерстве высшего и среднего специального образования СССР создается Программа «Общественное мнение». Её вдохновителями и создателями явились высшие руководители министерства — министр Г. А. Ягодин и его заместитель Ф. И. Перегудов. Руководство Министерства высшего и среднего профессионального образования СССР было убеждено в необходимости создания особой службы, которая могла бы обеспечивать аппарат министерства достоверной информацией о мнениях учителей и преподавателей, ректоров вузов и директоров школ и ПТУ, работников региональных органов управления, родителей обучающихся в системе детей. Поэтому в апреле 1987 года министр Г. А. Ягодин подписал приказ Минвуза СССР от 22 апреля 1987 г. № 287 о разработке Всесоюзной межвузовской целевой комплексной Программы «Общественное мнение».
Работа Программы осуществлялась на принципах распределенного исследовательского института, в составе которого работали представители разных вузов страны. Ежегодно проводилась серия исследований — от трех до семи проектов. Руководителями проектов являлись представители разных вузов. Инструментарий разрабатывался под каждый проект рабочей группой, в состав которой входили все желающие участвовать в разработке проекта и анализе результатов замера. Рабочая группа собиралась в стенах вуза, представитель которого являлся руководителем проекта. Всего было осуществлено более 150 всесоюзных проектов. На первом этапе в Программе приняли участие 36 вузов, затем число их росло: 54 — в 1989 г., 77 — в 1990-м, 89 — в 1991-м. После создания Государственного комитета народного образования (Гособразования) СССР, программа продолжала свою деятельность. После распада Советского Союза и ликвидации Гособразования СССР Программа «Общественное мнение» прекратила свою деятельность.

### Социология образования в современной России
После распада СССР исследования в этой области сокращаются в связи с сокращением государственного финансирования научных исследований. Падение интереса к социологии образования иллюстрирует в частности тот факт, что из 239 диссертаций, утвержденных ВАК РФ в 2011—2013 гг. по специальности 22.00.04 — социальная структура, социальные институты и процессы проблемы образования рассматриваются только в девятнадцати диссертациях (8 %). Следует подчеркнуть, что именно данная специальность, согласно её паспорту, наиболее приближена к реальной социальной жизни. Анализ проблем образования и воспитания в основном связан с процессами, происходящими в высшей профессиональной школе (11 работ из 19); проблемы среднего профессионального образования были представлены в трех работах; еще три исследования были посвящены особенностям развития образовательного пространства; и два — проблеме взаимодействия учителя и ученика. Ни в названиях диссертаций, ни в их целях и задачах нет упоминаний о таком важном явлении, волнующем российское общество, как ЕГЭ. Особая актуальность соответствующих процессов связана с тем, что реформированием образования (и общего, и высшего) страна активно занимается по меньшей мере последние 20 лет. К сожалению, в процессе непрерывного реформирования отечественной системы образования всех уровней используется дорогостоящий метод проб и ошибок.

## Образование
Образование — это процесс и результат усвоения систематизированных знаний, умений и навыков, необходимое условие подготовки человека к жизни и труду. «Система образования предназначена для удовлетворения потребностей общества в социализации молодых людей, в освоении ими социально-одобряемых образцов поведения, в освоении людьми определённой институционализированной системы ценностей». Разные науки изучают образование под своим углом зрения. В философии понятие «образование» употребляется в значении общего духовного процесса формирования человека и результата этого процесса — духовного облика человека. Образование исследуется как культурно-историческое явление, средство сохранения, передачи и умножения накоплений духовной культуры человечества, народов, наций.
Образование обладает всеми признаками социального института.
Образование представляет собой социальную подсистему, имеющую свою структуру. В качестве её основных элементов можно выделить учебно-воспитательные учреждения как социальные организации, социальные общности (педагоги и учащиеся), учебный процесс как вид социокультурной деятельности.